# Thomas D. Waldhauser

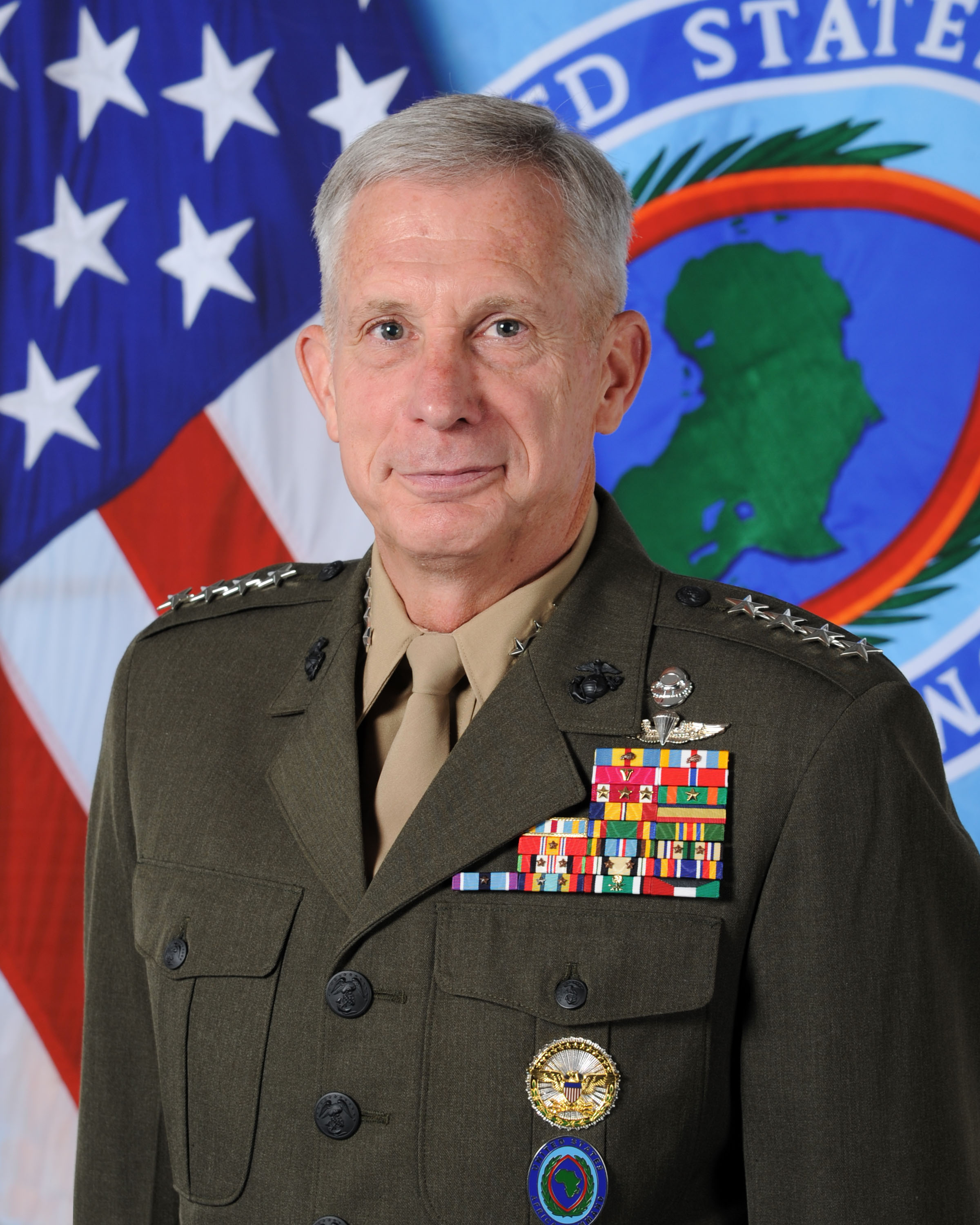
Thomas Waldhauser (2016)

Thomas David „Tom“ Waldhauser (* 16. Dezember 1953 in South St. Paul, Minnesota) ist ein General des United States Marine Corps (USMC) und war vom 18. Juli 2016 bis 26. Juli 2019 Oberbefehlshaber des United States Africa Command (USAFRICOM), einem teilstreitkraftübergreifenden Regionalkommando der Streitkräfte der Vereinigten Staaten mit Sitz in Stuttgart-Möhringen.

## Ausbildung und Karriere
Waldhauser begann seine Karriere im US Marine Corps 1976 nach einem Studium an der Bemidji State University, Minnesota.

### Dienst im Generalsrang

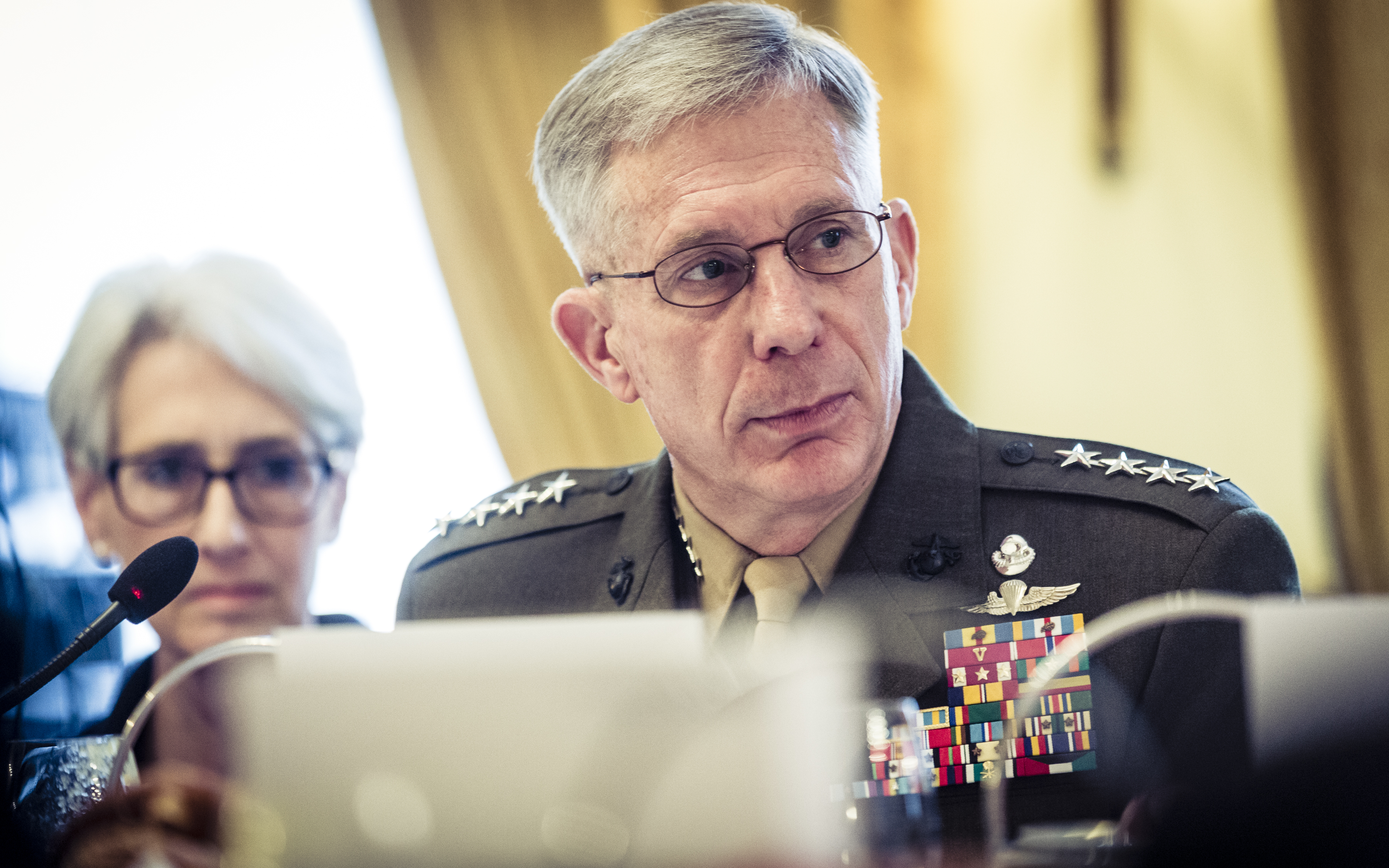
Waldhauser während der 53. MSC 2017

Mit Beförderung zum Brigadegeneral im Jahr 2003 war Waldhauser zunächst Kommandierender General des Marine Corps Warfighting Laboratory und stellvertretender Befehlshaber des Marine Corps Combat Development Command in Prince William County, Virginia, bevor er 2006 als Stabschef im US Special Operations Command auf die MacDill Air Force Base in Tampa, Florida, versetzt wurde.
Zwischen September 2007 und Juli 2009 befehligte er im Range eines Generalmajors die 1st Marine Division in Camp Pendleton, Kalifornien.
Von 2009 an diente Waldhauser, nun Generalleutnant, als Deputy Commandant for Plans Policies and Operations im US-Marineministerium, übernahm aber schon im Oktober des darauffolgenden Jahres das Kommando über die I. Marine Expeditionary Force und die US Marine Corps Forces im US Central Command. Zwischen Oktober 2012 und September 2013 war er Senior Military Assistant des US-Verteidigungsministers, die letzte Dienststellung, die er vor seiner Berufung ans USAFRICOM bekleidete, war schließlich die des Director for Joint Force Development im Vereinigten Generalstab der US-Streitkräfte.
Am 28. April 2016 nominierte US-Präsident Barack Obama Waldhauser für den Oberbefehl über das USAFRICOM. Nach Bestätigung durch den US-Senat übernahm Waldhauser das Kommando unter Beförderung zum General am 18. Juli; er folgte David Rodriguez (US Army) nach, der seinerseits in den Ruhestand trat.

### Beförderungen
| Rang               | Datum |
| ------------------ | ----- |
| Second Lieutenant  | 1976  |
| First Lieutenant   | n/a   |
| Captain            | n/a   |
| Major              | n/a   |
| Lieutenant Colonel | n/a   |
| Colonel            | 2000  |
| Brigadier General  | 2003  |
| Major General      | 2007  |
| Lieutenant General | 2009  |
| General            | 2016  |

### Auszeichnungen
Auswahl der Dekorationen, sortiert in Anlehnung an die Order of Precedence of Military Awards:
- Defense Distinguished Service Medal mit zweifachem Eichenlaub
- Defense Superior Service Medal mit Eichenlaub
- Legion of Merit
- Bronze Star Medal
- Meritorious Service Medal mit drei goldenen Sternen
- Navy & Marine Corps Achievement Medal mit goldenem Stern
- Navy & Marine Corps Combat Action Ribbon
- Navy & Marine Corps Presidential Unit Citation
- Joint Meritorious Unit Award
- Navy Unit Commendation
- Navy Meritorious Unit Commendation
- National Defense Service Medal mit bronzenem Service Star
- Armed Forces Expeditionary Medal
- Southwest Asia Service Medal mit zwei bronzenen Service Stars
- Afghanistan Campaign Medal mit zwei bronzenen Service Stars
- Iraq Campaign Medal mit zwei bronzenen Service Stars
- Global War on Terrorism Service Medal
- Humanitarian Service Medal mit bronzenem Service Star
- Kuwait Liberation Medal (Saudi-Arabien)
- Kuwait Liberation Medal (Kuwait)